# Een steekje los bij Stark
Een steekje los bij Stark is het 51ste Blauwbloezen-album uit 2007, van tekenaar Willy Lambil en scenario van Raoul Cauvin.
In dit album wordt het verhaal verteld van Kapitein Stark, die tijdens de oorlog een granaatscherf in zijn hoofd krijgt. Na een operatie dient hij zijn ontslag in en besluit zich op de kledingsindustrie te gaan richten. Generaal Alexander beveelt sergeant Chesterfield er alles aan te doen om kapitein Stark op zijn beslissing te doen terugkeren.

## Personages
- Blutch
- Sergeant Chesterfield
- Kapitein Stark